# Protogeometrična umetnost
Protogeometrična umetnost ali protogeometrični slog je slog starogrškega lončarstva predvsem v Atenah v letih med približno 1050 in 900 pred našim štetjem, v grški temni dobi in pred arhaičnim obdobjem. Slog se je pojavil po propadu mikenske in minojske kulture in začetku t. i. grške temne dobe okrog sredine 11. stoletja pred našim štetjem kot prvi prikaz novega dviga civilizacije. Zaradi razvoja hitrejšega lončarskega vretena so vaze iz tega obdobja bistveno bolj tehnično izvedene kot prej. Okrasje je omejeno le na abstraktne elemente in zelo pogosto vključuje široke horizontalne pasove okoli vratu in trupa ter koncentrične kroge, ki so jih izdelovali z uporabo šestila. Našli so tudi mnoge druge preproste motive, vendar pa so v primerjavi s številnimi kosi v naslednjem geometričnem slogu velike površine pustili prazne.
Mnogi primeri vključujejo spremembo barve v glavnem pasu, kar izhaja iz načina žganja. Tako so za rdečo in črno barvo uporabljali isto glino, drugače drobljeno in žgano. Ko so se Grki naučili nadzorovati te različice, je bila pot do posebne trifazne žgane tehnike odprta.
Nekatere novosti vsebujejo nekatere nove mikenske oblike, kot so na primer amfora z ročaji na trebuhu ali vratu, krater in lekit. Atiški umetniki so preoblikovali te posode z uporabo hitrega vretena za povečanje višine in s tem povečali območje, ki je bilo na voljo za okrasje.
Iz Aten se je slog razširil v več drugih središč.